# シャルル・ド・ゴール (1948年生)
シャルル・ド・ゴール（Charles de Gaulle、1948年9月25日 - ）は、フランスの政治家、弁護士。元欧州議会議員。第18代フランス大統領シャルル・ド・ゴールの孫。

## 経歴
1948年9月25日、ディジョン生まれ。シャルル・ド・ゴールの孫、フィリップ・ド・ゴールの息子として生まれる。
パリ政治学院卒業後、弁護士を経て、政界入りする。
フランス民主連合所属で、1986年から1992年までノール＝パ・ド・カレー議会議員。また、1989年から1990年までリュエイユ＝マルメゾン（オー＝ド＝セーヌ県）初代副市長。
1989年欧州議会選挙で、ヴァレリー・ジスカール・デスタン前大統領が率いる候補者に名を連ねた。1993年立法選挙後の辞任に続き、欧州議会議員として当選する。
1994年のヨーロッパの選挙中に、彼はフィリップ・ド・ヴィリエが率いるフランスのための運動（MPF）の候補者に選出された。MPFは、欧州統合と単一通貨（ユーロ）導入に反対していた。
1998年から、ジャン＝マリー・ル・ペン率いる国民戦線に接近した。欧州議会議員として国民戦線の解党法案に投票せず、1999年の欧州選挙で国民戦線の候補者リストに載った。そして2001年のパリでの地方選挙で再選された。ド・ゴールと極右の国民戦線の関係は、ドゴール家の一部関係者によって非難され、1999年5月19日にはド・ゴール家関係者が「Le Monde」紙に「non」と題したコラムを掲載した。
2004年の欧州議会選挙で立候補せず、その後政治家を引退した。